# Holden Hernández Carmenates
Holden Hernández Carmenates (ur. 10 sierpnia 1984 w Güines) – kubański szachista, reprezentant Stanów Zjednoczonych od 2013, arcymistrz od 2007 roku.

## Kariera szachowa
Na liście rankingowej FIDE po raz pierwszy pojawił się 1 stycznia 1999 roku. W tym samym roku zwyciężył w dwukołowym turnieju w Hawanie. W 2000 podzielił III m. (za Neurisem Delgado Ramírezem i Yuri Gonzalezem Vidalem) w Union de Reyes, w 2001 zwyciężył w Varadero oraz podzielił I m. w Hawanie (wspólnie z Yuniesky Quezada Perezem i Yuri Gonzalezem Vidalem). W 2002 zajął I m. w Guines, a w 2003 i 2004 – w Santiago de Cuba. Pod koniec 2004 wypełnił w memoriale Carlosa Torre pierwszą normę na tytuł arcymistrza. W 2005 zwyciężył w Marin oraz podzielił II m. w Ferrol (za Władimirem Petkowem, wspólnie z m.in. Julianem Radulskim), gdzie zdobywał normę drugą oraz w Meridzie (turniej otwarty memoriału Carlosa Torre, za Wadimem Miłowem). W 2006 zwyciężył w Ferrol oraz w Alcala de Henares (wspólnie z m.in. Elshanem Moradiabadim, Fabiano Caruaną i Azerem Mirzojewem), wypełniając trzecią arcymistrzowską normę. W 2007 zajął I m. w Santiago de Cuba oraz w Santa Cruz de La Palma, natomiast w 2008 podzielił I m. (wspólnie z Jesusem Nogueirasem Santiago) w memoriale Guillermo García Gonzáleza w Villa Clarze.
Najwyższy ranking w dotychczasowej karierze osiągnął 1 stycznia 2008, z wynikiem 2590 punktów zajmował wówczas 3. miejsce (za Leinierem Domínguezem Pérezem i Lázaro Bruzónem Batistą) wśród kubańskich szachistów.